# Aberto de Florianópolis 2007
Il Aberto de Florianópolis 2007 è stato un torneo di tennis facente parte della categoria ATP Challenger Series nell'ambito dell'ATP Challenger Series 2007. Il torneo si è giocato a Florianópolis in Brasile dal 5 all'11 febbraio 2007 su campi in terra rossa e aveva un montepremi di $35 000.

## Vincitori

### Singolare
Óscar Hernández ha battuto in finale  Mariano Zalabeta con il punteggio di 7–5, 7–6(6)

### Doppio
Márcio Carlsson /  Lucas Engel hanno battuto in finale  Brian Dabul /  Máximo González con il punteggio di 6–4, 2–6, [14-12]